# Конвалія (заказник, Рожнятівський район)

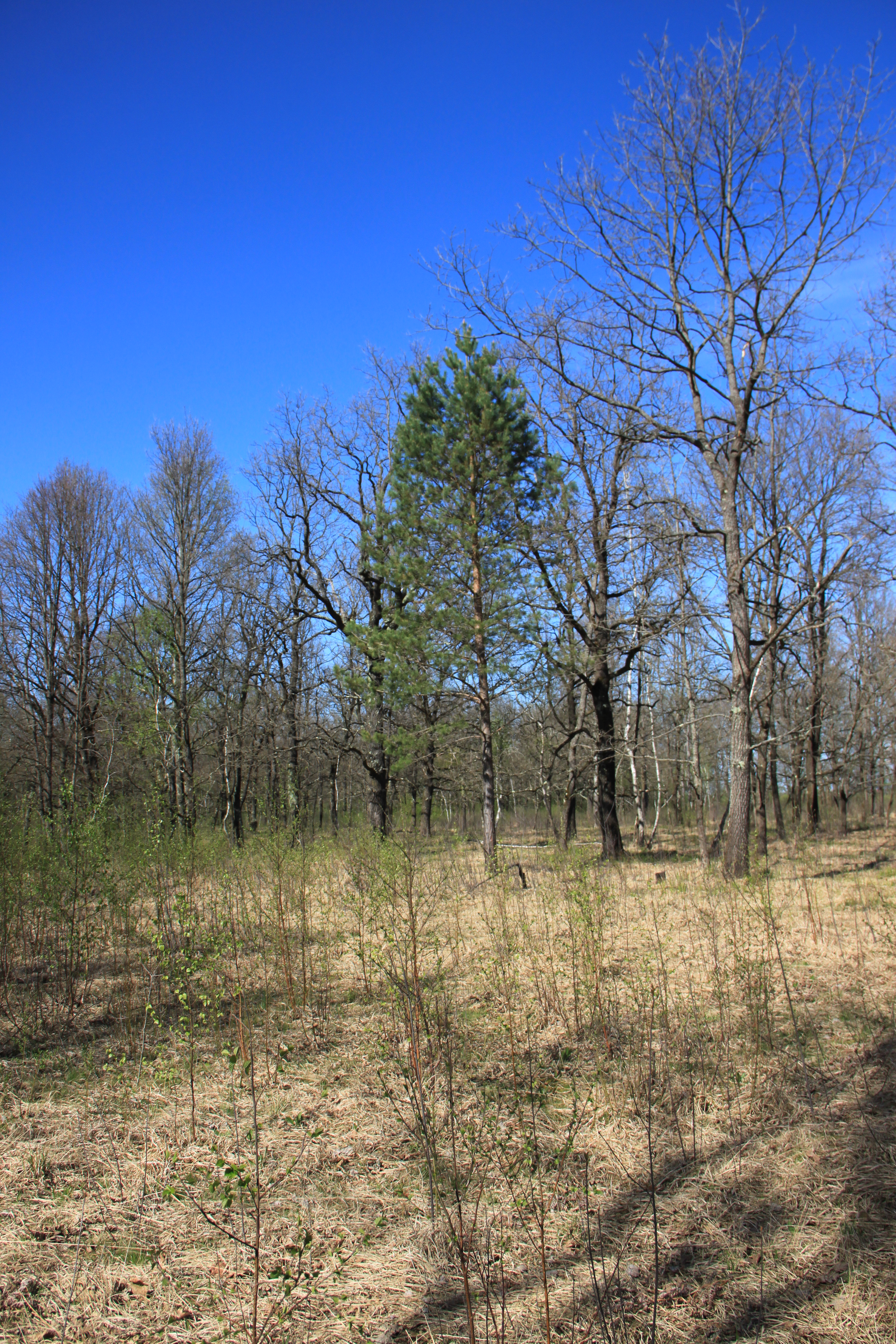
Урочище Конвалія

Конва́лія — ботанічний заказник місцевого значення в Україні. Об'єкт природно-заповідного фонду Івано-Франківської області. 
Розташований у Рожнятівському районі Івано-Франківської області, між смт Рожнятів та селом Креховичі. 
Площа 63,3 га. Статус надано згідно з рішенням облвиконкому від 19.07.1988 року № 128. Перебуває у віданні Брошнівського держлісгоспу (Рожнятівське л-во, кв. 2, вид. 1, 2, кв. 3, вид. 3, 7). 
Статус надано для збереження місць зростання конвалії звичайної — цінної лікарської рослини. 